# Gudmund
Gudmund  è un nome proprio di persona danese, svedese e norvegese maschile.

## Varianti in altre lingue
- Islandese: Guðmundur
- Norreno: Guðmundr[1]

## Origine e diffusione
Continua il nome norreno Guðmundr, che è formato dai due elementi guð ("dio", da cui anche Gudrun, Gleb e Guðríðr) e mundr ("protezione", presente anche in Åsmund).

## Onomastico
Il nome è adespota, ovvero non è portato da alcun santo. L'onomastico ricade dunque il 1º novembre, giorno di Ognissanti.

## Persone
- Gudmund Jöran Adlerbeth, politico, storico e antiquario svedese
- Gudmund Fredriksen, calciatore norvegese
- Gudmund Kongshavn, calciatore norvegese
- Gudmund Nielsen, calciatore faroese
- Gudmund Skjeldal, fondista norvegese

### Variante Guðmundur
- Guðmundur Benediktsson, calciatore islandese
- Guðmundur Steinn Hafsteinsson, calciatore islandese
- Guðmundur Kristjánsson, calciatore islandese
- Guðmundur Þórarinsson, calciatore islandese